# Daltonia mildbraedii
Daltonia mildbraedii är en bladmossart som beskrevs av Brotherus in Mildbraed 1910. Daltonia mildbraedii ingår i släktet Daltonia och familjen Daltoniaceae. Inga underarter finns listade i Catalogue of Life.